# Здуни (Поморське воєводство)
Здуни (пол. Zduny, нім. Scharfendorf) — село в Польщі, у гміні Староґард-Гданський Староґардського повіту Поморського воєводства.
Населення — 622 особи (2011).
У 1975-1998 роках село належало до Гданського воєводства.

## Демографія
Демографічна структура станом на 31 березня 2011 року:
|          | Загалом | Допрацездатний вік | Працездатний вік | Постпрацездатний вік |
| -------- | ------- | ------------------ | ---------------- | -------------------- |
| Чоловіки | 314     | 73                 | 222              | 19                   |
| Жінки    | 308     | 80                 | 195              | 33                   |
| Разом    | 622     | 153                | 417              | 52                   |